# Carassius carassius
El carpín (Carassius carassius) es una especie de peces de la familia de los Cyprinidae en el orden de los Cypriniformes.

## Morfología
- Es muy parecida a la carpa pero sin barbillas.
- Tiene un color pardo con reflejos dorados o rojos.
- A veces se confunde con el carpín dorado o carpín (Carassius auratus), sobre todo sus variedades de color más vivo.
- Los machos pueden alcanzar los 64 cm de longitud total y los 3 kg de peso.[1][2][3]

## Hábitat
Es un pez de agua dulce.

## Distribución geográfica
Prefiere las aguas tranquilas de corriente lenta o estancadas. Se encuentra en ríos, balsas y estanques de agua dulce desde la península ibérica hasta el norte de la China.
Se sabe que fue uno de los peces introducidos en el lago de Bañolas a finales del siglo XIX y el siglo XX junto con el pez sol, la carpa, el garda, el black bass y la gambusia.